# Rocks (Album)
Rocks ist das vierte Studioalbum der US-amerikanischen Hard-Rock-Band Aerosmith. Es erschien im Mai 1976 bei Columbia Records.

## Entstehung und Stil
Nach dem großen Erfolg des Vorgängeralbums Toys in the Attic nahmen Aerosmith Rocks Anfang 1976 erneut mit Jack Douglas als Produzenten in New York City auf. Insgesamt ist das Album weniger von Blues-Rock-Elementen geprägt und bewegt sich stärker in den Hard-Rock- und Heavy-Metal-Bereich.
Mit Last Child, Home Tonight, Rats in the Cellar und Back in the Saddle wurden vier Songs aus dem Album als Singles veröffentlicht.

## Rezeption
Rocks erreichte in den USA Platz drei der Billboard-200-Charts und wurde im Erscheinungsjahr über eine Million Mal verkauft. 2001 erlangte es vierfachen Platin-Status.
Rocks erhielt überwiegend positive Kritiken. Das Magazin Rolling Stone nahm das Album auf dem 176. Platz in seine Liste der 500 besten Alben aller Zeiten auf. Der Guns-N’-Roses-Gitarrist Slash, Metallica-Sänger James Hetfield und der ehemalige Gitarrist und Sänger von Nirvana Kurt Cobain bezeichneten das Album als prägenden musikalischen Einfluss in ihrer Jugend.

## Titelliste
1. Back in the Saddle – 4:39 – (Joe Perry, Steven Tyler)
2. Last Child – 3:27 – (Brad Whitford, Tyler)
3. Rat in the Cellar – 4:06 – (Perry, Tyler)
4. Combination – 3:39 – (Perry)
5. Sick as a Dog – 4:12 – (Tom Hamilton, Tyler)
6. Nobody’s Fault – 4:25 – (Tyler, Whitford)
7. Get the Lead Out – 3:42 – (Perry, Tyler)
8. Lick and a Promise – 3:05 – (Perry, Tyler)
9. Home Tonight – 3:16 – (Tyler)